# 에이던
에이던(웨일스어: Eidyn)은 고대 말기에서 중세 초기에 걸쳐 오늘날의 에든버러 주변에 존재했던 지역이다. 중심지는 딘 에이던(웨일스어: Din Eidyn)으로, 오늘날의 캐슬록에 해당한다. 헨 오글레드의 주요 국가였던 고도딘 왕국에서 가장 중요한 지역이었다.
에이던은 후세에 상당한 유산을 남겼는데, 우선 에든버러라는 이름이 여기서 유래한 것이다.